# Kai Hansen
Kai Hansen, född 17 januari 1963 i Hamburg, är en tysk gitarrist och sångare.
När han var 12 år gammal ville han spela trummor men han hade inte råd med ett trumset så då blev det en gitarr istället. 1983 var han med och bildade det framgångsrika power, speed metal-bandet Helloween där han medverkade på fyra album, det självbetitlade albumet, Helloween, Walls of Jericho, på dessa två stod han även för sång. Sedan tog den unge Michael Kiske över på sång, och tillsammans skapade bandet två av metalhistoriens mest inflytelserika album, Keeper of the Seven Keys pt. 1 & 2.
1988 lämnade han Helloween och startade bandet Gamma Ray tillsammans med sin gamla vän Ralf Scheepers, basisten Uwe Wessel och trummisen Mathias Burchard. Åren 1989–1991 medverkade han också i några av Blind Guardians verk, bland annat Låten "Lost in the Twillight Hall". Han var också med i bandet Iron Savior när Piet Sielck startade detta år 1996. Då stod han för sång och gitarr till dess att han slutade i bandet år 2001. Den 31 augusti 1999 släppte han en nyinspelning av singeln "I Want Out" tillsammans med Hammerfall. Har även medverkat i Tobias Sammets megaprojekt Avantasia, där han har sällskap med några av hårdrocksvärldens mest kända musiker och sångare.

## Gästspel
Hansen har gästspelat i bland annat:
- Follow the Blind ("Hall of the King", "Valhalla") – Blind Guardian
- Tales from the Twilight World ("Lost in the Twilight Hall", "The Last Candle") – Blind Guardian
- Somewhere Far Beyond ("The Quest for Tanelorn") – Blind Guardian
- Cursed – Headhunter
- Angels Cry – Angra
- Temple of Hate – Angra
- Speedking – Primal Fear
- Sign of the Cross, Inside, the Seven Angels – Avantasia
- Welcome Thy Rite, Heroic Deathe – Stormwarrior